# Reggae Sunsplash
Reggae Sunsplash ist ein Reggae-Musikfestival, das erstmals in den 1970er Jahren im Norden Jamaikas stattfand. In den 1980er und 1990er Jahren ging das Festival auch auf Tournee durch die Vereinigten Staaten. Das Sunsplash ist das größte Reggae- und Dancehallfestival außerhalb von Europa und bis vor wenigen Jahren das größte der Welt.
Nach dem Tod eines der Gründer, Tony Johnson, war 1999 zunächst das letzte Sunsplash Festival. Im Jahre 2006 fand es durch die Initiative von Johnsons Familie wieder statt.
Da es sehr beliebt ist, finden Besucher kaum Hotelzimmer, sodass sich die Tradition entwickelt hat, am Strand zu zelten.
Die meisten wichtigen jamaikanischen Reggae-Bands haben schon dort gespielt, u. a. Bob Marley & the Wailers, Peter Tosh, The Gladiators, Big Youth, Third World, Culture, Steel Pulse, Toots and the Maytals, Freddie McGregor, Eek-a-Mouse, Yellowman, Buju Banton, Beenie Man, Lady Saw, Elephant Man, Diana King, Maxi Priest, der haitianische Musiker Wyclef Jean, sowie ausgewählte englische Gäste wie UB40 und Macka B. Als bisher einzige deutsche Band spielte hier 1998 Los Tumpolos, zusammen mit Ziggy Marley und Lauryn Hill.